# Mustafa Zazai
Mustafa Zazai (in persiano مصطفی زازای‎; Kabul, 9 maggio 1993) è un calciatore afghano, centrocampista svincolato.